# Sexy, Free & Single (bài hát)
"Sexy, Free & Single" là đĩa đơn quảng bá từ album phòng thu thứ sáu "Sexy, Free & Single" của nhóm nhạc nam Hàn Quốc Super Junior, và là đĩa đơn tiếng Hàn thứ 13 của nhóm. Đĩa đơn được phát hành dưới dạng nhạc số vào ngày 1 tháng 7 năm 2012 bởi SM Entertainment tại các trang nghe nhạc trực tuyến tại Hàn Quốc. Ngày 22 tháng 8 năm 2012, đĩa đơn phiên bản tiếng Nhật cũng đã được phát hành tại Nhật Bản.

## Sáng tác
Ca khúc chủ đề "Sexy, Free & Single", là một ca khúc thuộc thể loại soulful Eurohouse với đoạn điệp khúc dễ thuộc và dễ gây nghiện, miêu tả về cuộc sống tự do của một người đàn ông thành đạt quyến rũ và còn độc thân.
Ca khúc do các nhạc sĩ người Đan Mạch Daniel Klein, Thomas Sardorf và Lasse Lindorff thực hiện phần sản xuất nhạc kiêm phối khí, nhạc sĩ người Hàn Quốc Yoo Young-jin chỉ tham gia phần sáng tác lời cho ca khúc.
Câu hát "Sexy, Free & Single I'm ready too, Bingo" được lặp đi lặp lại trong cả bài, có ý nghĩa: "Là một người quyến rũ, tự do và độc thân, tôi luôn sẵn sàng để có được những phút thăng hoa trong cuộc đời tươi đẹp này." Trong đó, từ "Bingo" thường dùng để thể hiện âm thanh của một sự thăng hoa, một cảm xúc hưng phấn khi phát hiện ra một điều mới mẻ hoặc đạt được một điều tuyệt vời gì đó.
Ca khúc này đánh dấu sự trở lại của Kangin với Super Junior sau khi anh hoàn thành nghĩa vụ quân sự vào tháng 4 năm 2012.

## Music video

Một cảnh trong MV
"Sexy, Free & Single"

Music video vẫn được ghi hình trong studio như hầu hết tất cả các MV trước của Super Junior, chỉ tập trung vào vũ đạo của nhóm và các cảnh quay từng thành viên chứ không được dựng thành câu chuyện và không có những cảnh quay ngoài trời. Từ khoảng phút thứ 2:30 của MV ta có thể hiểu thông điệp mà Super Junior muốn truyền tải: Khi các thành viên của nhóm đi theo những hướng khác nhau, hay không đồng lòng, thì vòng tròn liên kết sẽ bị phá vỡ. Chỉ khi tất cả cùng chung một con đường, cùng nhìn về một hướng, thì vòng tròn liên kết mới là hoàn hảo và bền chắc nhất. Phải luôn đoàn kết để có thể làm việc một cách hiệu quả.
Nhóm đã ghi hình cho music video ở Namyangju, tỉnh Gyeonggi, với vũ đạo cho ca khúc chủ đề "Sexy, Free & Single" được dàn dựng bởi Devin Jamieson, người đã từng cộng tác với các nghệ sĩ như BoA, Michael Jackson, Britney Spears và Hilary Duff. Ngoài ra, vũ đạo còn có sự tham gia dàn dựng của những vũ sư khác như Lyle Beniga, Nick Baga và Devon Perri. Điểm nhấn của vũ đạo là những đoạn vỗ tay ở các câu hát "Sexy, Free & Single I'm ready too, bingo", tạo nên sự vui vẻ và hưng phấn, khá phù hợp với nội dung diễn đạt của câu hát này.
Vào ngày 29 tháng 6, teaser MV đã được phát hành trên kênh Youtube chính thức của SM Entertainment là SMTOWN, và ngay sau đó thì MV chính thức cũng đã được phát hành vào ngày 3 tháng 7.
Hiện nay, teaser MV đã đạt đến hơn 4 triệu lượt xem còn MV chính thức đã có khoảng 67 triệu lượt xem trên kênh youtube SMTOWN.

## Danh sách bài hát
1. "Sexy, Free & Single" - 3:44

## Bảng xếp hạng
| Hàn Quốc | Bảng xếp hạng                       | Vị trí cao nhất |
| -------- | ----------------------------------- | --------------- |
| Hàn Quốc | Gaon Single Chart (tổng hợp)        | 5               |
| Hàn Quốc | Gaon Single Chart (nghe trực tuyến) | 15              |
| Hàn Quốc | Gaon Chart (download)               | 4               |

## Chiến thắng trên các chương trình âm nhạc
Super Junior đã quảng bá ca khúc "Sexy, Free & Single" trong vòng 5 tuần trên các chương trình âm nhạc hàng tuần là Show Champion, M! Countdown, Music Core, Inkigayo và 3 tuần trên Music Bank (trừ tuần đầu và tuần cuối). Nhóm đã giành được Triple Crown (ca khúc thắng 3 tuần liên tiếp) tại Show Champion và M! Countdown, được đề cử cho vị trí thứ nhất ngay tuần đầu tiên trở lại trên Music Bank và cũng đã có 2 tuần chiến thắng tại đây. Tổng cộng nhóm đã giành được 8 chiến thắng trong cả đợt quảng bá.

### Music Bank
| Năm  | Ngày       | Bài hát             |
| ---- | ---------- | ------------------- |
| 2012 | 20 tháng 7 | Sexy, Free & Single |
| 2012 | 27 tháng 7 | Sexy, Free & Single |

### M! Countdown
| Năm  | Ngày       | Bài hát             |
| ---- | ---------- | ------------------- |
| 2012 | 12 tháng 7 | Sexy, Free & Single |
| 2012 | 19 tháng 7 | Sexy, Free & Single |
| 2012 | 26 tháng 7 | Sexy, Free & Single |

### Show Champion
| Năm  | Ngày       | Bài hát             |
| ---- | ---------- | ------------------- |
| 2012 | 10 tháng 7 | Sexy, Free & Single |
| 2012 | 17 tháng 7 | Sexy, Free & Single |
| 2012 | 24 tháng 7 | Sexy, Free & Single |

## Phiên bản tiếng Nhật
Vào ngày 29 tháng 6, trong buổi họp báo tại Mnet 20's Choice Awards, các thành viên Super Junior đã xác nhận rằng họ cũng đã tiến hành thu âm và quay một MV phiên bản Nhật cho ca khúc chủ đề album lần này, "Sexy, Free & Single", cùng lúc với các ca khúc khác trong album thứ 6. Tuy nhiên nhóm vẫn chưa có dự định hoạt động cho việc quảng bá chính thức tại thị trường Nhật. Vào ngày 17 tháng 7, SM Entertainment thông báo rằng phiên bản này sẽ được phát hành vào ngày 22 tháng 8 dưới tư cách là đĩa đơn tiếng Nhật thứ tư của Super Junior.

### Danh sách bài hát
CD
1. Sexy, Free & Single - 3:48
2. Our Love - 6:11
3. Sexy, Free & Single (Korean version)(CD-only version) - 3:49

DVD tracklist
1. Sexy, Free & Single - Music Video - [Japanese ver.]
2. Sexy, Free & Single - Music Video - [Korean ver.]
3. Making Clip
4. Way - SUPER SHOW4 in TOKYO ver. -[Memorial Clip](limited edition CD+DVD only)

### Bảng xếp hạng và doanh số trên Oricon

#### Thứ hạng tổng quát
| Bảng xếp hạng                | Thứ hạng cao nhất | Doanh số báo cáo | Chứng nhận                           |
| ---------------------------- | ----------------- | ---------------- | ------------------------------------ |
| Oricon Daily Singles Chart   | 1                 | 118,902+         | RIAJ physical shipping certification |
| Oricon Weekly Singles Chart  | 2                 | 118,902+         | RIAJ physical shipping certification |
| Oricon Monthly Singles Chart | 6                 | 118,902+         | RIAJ physical shipping certification |
| Oricon Yearly Singles Chart  | –                 | 118,902+         | RIAJ physical shipping certification |

#### Thứ hạng từng ngày
Ngay ngày đầu tiên ra mắt, đĩa đơn đã đứng thứ hai trên bảng xếp hạng danh tiếng Oricon của Nhật Bản với 80,000 bản được bán ra. Đến ngày thứ 2, nó đã vươn lên vị trí #1 và giữ vững vị trí này trong suốt 3 ngày. Đến hết tuần đầu tiên, đĩa đơn đã bán được tổng cộng 109,831 bản và đứng ở vị trí thứ 2. Nó còn đứng ở vị trí thứ 6 trong bảng xếp hạng doanh số bán album tháng 8 của Oricon.
| Thứ2 | Thứ3 | Thứ4 | Thứ5 | Thứ6 | Thứ7 | CN | Tuần | Doanh số |
| ---- | ---- | ---- | ---- | ---- | ---- | -- | ---- | -------- |
| -    | 2    | 1    | 1    | 1    | 3    | 2  | 2    | 109,831  |
| 3    | 27   | 25   | 22   | 25   | 27   | 4  | 19   | 9,081    |
| 18   | xx   | xx   | xx   | xx   | xx   | xx | xxx  | x,xxx    |